# Tadeusz Broś
Tadeusz Broś (ur. 28 października 1949 w Wałbrzychu, zm. 27 października 2011) – polski dziennikarz telewizyjny, aktor, reżyser i prezenter.

## Życiorys
Podjął studia na PWST w Krakowie, lecz ich nie ukończył. Na pierwszym roku studiów zagrał w filmie pt. Jeszcze słychać śpiew i rżenie koni. Wyjechał do Grudziądza, gdzie znalazł się na deskach Teatru Ziemi Pomorskiej. W latach 1972–1973 występował w Teatrze Dramatycznym im. Jerzego Szaniawskiego w Wałbrzychu. Przystąpił do egzaminu aktorskiego, eksternistycznego w Ministerstwie Kultury i Sztuki, który zdał ze specjalizacją estradową. Był członkiem Zespołu Reprezentacyjnego Warszawskiego Okręgu Wojskowego Desant. Występował na Festiwalu Piosenki Żołnierskiej w Kołobrzegu. Wyreżyserował widowisko dla dzieci pt. Żołnierskie Przygody Tomaszka Pogody.  Poprowadził wybory Miss Polonia i koncert festiwalowy w Opolu.
W TVP prowadził program Teleferie. Przez dwa lata miał swój kącik w Sobótce. Prowadził program o kulisach teatru pt. Klub bez kurtyny. Od 1980 do początku lat 90. XX wieku był, z przerwami, głównym prowadzącym programu Teleranek.
W 1990 zapisał się na zaoczne studia na Wydział Realizacji Telewizyjnej w PWSFTViT w Łodzi i skończył je, otrzymując dyplom i uprawnienia do reżyserowania w telewizji. Następnie zajmował się reżyserią koncertów i festiwali, głównie dziecięcych i młodzieżowych, był także dyrektorem Ogólnopolskiego Festiwalu Piosenki Dzieci i Młodzieży Specjalnej Troski w Ciechocinku. 
Wraz z grupą Papa Dance zaśpiewał popularną piosenkę Teleranka pt. "Na dzień dobry jestem dobry". Wystąpił w koncercie na warszawskim Stadionie Dziesięciolecia w widowisku dla dzieci pt. Smurfy Dzieciom. Występował w Teatrze Syrena, gdzie był także asystentem literackim. Potem był redaktorem naczelnym Roweru Błażeja w TVP. 
W 2000 zakończył pracę w Telewizji Polskiej. W 2005 na zlecenie TVP zrealizował dokument Centralny, czyli królowie życia, zajmujący się problematyką młodzieży pochodzącej z patologicznych rodzin. Od czerwca 2008 pracował jako taksówkarz, później też wykonywał zawód telemarketera. Był pierwszym, który zgłosił wniosek o upadłość konsumencką. Jego zarobki nie pokrywały nawet odsetek od olbrzymiego długu.
Tadeusz Broś zmagał się z chorobą alkoholową. Zmarł dzień przed swoimi 62. urodzinami, 27 października 2011. Został pochowany 31 października 2011 na cmentarzu w podkrakowskiej Korzkwi.
W 2013, nakładem wydawnictwa Replika, ukazała się książka (wywiad rzeka z Tadeuszem Brosiem) Anity Czupryn i Pawła Brzozowskiego pt. Tadeusz Broś Sorry Batory, czyli Przypadki Pana Teleranka (ISBN 978-83-7674-241-0).

## Odznaczenia
W 1988 został Kawalerem Orderu Uśmiechu, otrzymując legitymację z numerem 340. 